# ژان لویس دو رامبوریس
ژان-لویس دو رامبورس (به فرانسوی: Jean-Louis de Rambures) (زادهٔ ۱۹ مه ۱۹۳۰-درگذشتهٔ ۲۰ مه ۲۰۰۶ در وادریکوت/سومه) روزنامه‌نگار فرانسوی، نویسنده، مترجم و وابسته فرهنگی بود. نام کامل او ژان-لویس ویکومته دو برایتزل رامبورس بود.

## زندگی‌نامه
مادر او لوسیله کالوگیرا برزیلی و پدرش گراف پیکاردی بنام برنهاربریتزل دو رومبورس بودند. او نه فقط زبان‌های آن‌ها(پرتغالی و فرانسوی) را یادگرفت، بلکه از سن کودکی فراگیری زبان و ادبیات آلمانی را آغاز کرد و بعداً در دانشگاه نیز در آن رشته تحصیل کرد. پس از پایان دوران آموزش دبیرستانی در تولوز و پاریس در دانشگاه‌های پاریس و توبینگن تحصیل نمود و تحصیلات خود را با عنوان «دیپلم مدرسه عالی مطالعات سیاسی در پاریس» یکی از مدارک تحصیلی «لیسانس حقوق» همراه با مدرک دیگر «لیسانس زبان آلمانی» به پایان رساند. در سال ۱۹۵۸ برای ماهنامهٔ رئالیتس شروع به کار کرد و برای آن ماهنامه دربارهٔ چندین هنرمند مانند هربرت فون کارایان، کارل هاینز اشتوکهاوزن و لوچینو ویسکونتی مقاله نوشت. از سال ۱۹۶۸ با مجله هنری کونایسانیس دو آرت (شناخت هنر) و اکسپرس و روزنامه لوموند همکاری کرد و آن‌ها مقالات او را برای ۲۵ سال منتشر می‌کردند. موضوع مورد علاقهٔ او بیشتر دربارهٔ نویسنده‌ها و چگونگی ایجاد یک اثر هنری بود. به‌این دلیل با نویسنده‌های گوناگون معاصر خود مانند رولان بارت، یولیان کراک، ژان ماری گوستاو لوکلزیو، هلن سیکسو، هرتا مولر، ارنست یونگر، توماس برنهارد، گونتر گراس و هاینریش بل و تعداد زیادی دیگر ملاقات و گفتگو کرد. از مجموع این گفتگوها کتابی به نام («چگونه نویسنده‌ها کار می‌کنند، انتشارات فلاماریون، پاریس ۱۹۷۸) که حاوی گفتگو با بیست و پنج نویسنده بود، به‌وجود آمد. این کتاب به زبان ژاپنی ترجمه و در سال ۱۹۷۹ در توکیو منتشر شد. (شرکت شوکران-شا - توکیو Chuokoron-sha, Inc. Tokyo)
از شروع دهه هفتاد رامبوریس وابسته فرهنگی کشورش در بن بود و از سال ۱۹۷۵ در بخش فرهنگی وزارت خارجه مشغول به کار شد. بین سال‌های ۱۹۷۵ و ۱۹۹۵ مدیر انستیتو فرانسه نخست در زاربروکن، سپس در فرانکفورت بود. به عنوان مترجم نیز از خود نامی به‌جای گذاشت، به‌ویژه پاول نیزون نخستین بار توسط رامبوریس به خوانندگان فرانسوی‌زبان معرفی شد.

## نشان‌ها
به رامبوریس لقب شوالیه هنر و ادبیات داده شد و نشان صلیب شایستگی فدرال درجه یک جمهوری فدرال آلمان به او اهدا گردید.

## نوشته‌ها
«چگونه نویسنده‌ها کار می‌کنند.» «Comment travaillent les écrivains»، انتشارات فلاماریون Flammarion، پاریس ۱۹۷۸